# Agametrus monticola
Agametrus monticola är en skalbaggsart som först beskrevs av Guignot 1958.  Agametrus monticola ingår i släktet Agametrus och familjen dykare. Inga underarter finns listade i Catalogue of Life.